# Racconti (Kleist)
Racconti (Erzählungen) è una raccolta di racconti dello scrittore tedesco Heinrich von Kleist pubblicata in due volumi nel 1810 e nel 1811.

## Racconti
La maggior parte dei racconti di Kleist è apparsa intera, o in frammenti, su periodici letterari; dopo revisione, i racconti sono stati pubblicati in due volumi. Il primo volume, pubblicato nel 1810, contiene i tre racconti più lunghi; il secondo volume, pubblicato nel 1811, raccoglie i racconti più brevi, oltre a due racconti inediti (Il trovatello e Il duello). Il tema dei racconti è di solito un fatto straordinario, talvolta grottesco, spesso terribile; la trattazione è oggettiva; di fondo una visione pessimistica del male che si allenta solo nelle individualità interiori dei personaggi che, nel corso del racconto, si trasformano come nella vita.

### Volume primo (1810)
- Michael Kohlhaas (Michael Kohlhaas) - pubblicato in una prima versione parziale nel numero di giugno 1808 della rivista Phöbus; pubblicato nella versione definitiva nel volume del 1810, pp. 1-215[2]
- La marchesa di O... (Die Marquise von O....,) - pubblicato dapprima nel 1808 nel numero di febbraio della rivista Phöbus; pubblicato in versione riveduta nel volume del 1810, pp. 216–306[3]
- Il terremoto in Cile (Das Erdbeben in Chili) - pubblicato dapprima sulla rivista letteraria Morgenblatt für gebildete Stände, numeri 217-221 del 10-15 settembre 1807, col titolo "Jeronimo und Josephe"; raccolto infine in volume, col titolo definitivo, nel 1810, pp. 307-342[4]

### Volume secondo (1811)
- Il fidanzamento a Santo Domingo (Die Verlobung in St. Domingo), pubblicato dapprima a puntate sulla rivista letteraria Der Freimüthige, nei numeri dal 25 marzo al 5 aprile 1811; pubblicato nel secondo volume dei racconti, 1811, pp. 1-84[5]
- La mendicante di Locarno (Das Bettelweib von Locarno), pubblicato dapprima nel numero dell'11 ottobre 1810 del quotidiano Berliner Abendblättern; rivisto e pubblicato nel secondo volume dei racconti, 1811, pp. 86-92[6]
- Il trovatello (Der Findling) sebbene sia forse uno dei primi racconti scritti da Kleist, è apparso per la prima volta nel secondo volume dei racconti, 1811, pp. 93-132[7]
- Santa Cecilia o la potenza della musica (Die heilige Cäcilie oder die Gewalt der Musik: Eine Legende), scritto nell'ottobre 1810, pubblicato dapprima sul Berliner Abendblätter (15-17 novembre 1810) e infine, dopo revisione, nel secondo volume dei Racconti,  133-162[8]
- Il duello (Der Zweikampf) è stato pubblicato direttamente nel secondo volume dei Racconti nel 1811, pp. 163-240[9]

## Edizioni
- Erzählungen, Band 1, Berlin: Reimer, 1810[10]; Band 2, Berlin: Reimer, 1811[11]
- Erzählungen. In: Heinrich von Kleist's ausgewählte Schriften, Volumi 3-4, Berlin: Reimer, 1846[12]
- Racconti, 2 voll., traduzione e introduzione di Ervino Pocar, Lanciano: R. Carabba, stampa 1922; Milano, Istituto Editoriale Italiano, 1970.
- Racconti, a cura di Luisa Vertova, Collezione Il Centonovelle n.16, Milano: Bompiani, 1945.
- Il brigante galantuomo. La marchesa di O.... Terremoto nel Cile, traduzione di Giovanna Federici Ajroldi e Bruno Maffi, Collezione BUR nn.415-416, Milano: Rizzoli, 1952; con introduzione di Emilio Bonfatti, BUR, 2001, ISBN 88-17-16968-4.
- I racconti, traduzione di Ervino Pocar, Collezione I grandi libri n.197, Milano: Garzanti, 1977.
- in Opere, 2 voll., premessa, traduzione e note di Ervino Pocar, con una introduzione di Emil Staiger, Collezione Classici della Fenice, Milano: Guanda, 1980.
Nuova traduzione dei racconti di Kleist effettuata da Ervino Pocar poco prima della sua morte (1981)[13]
- I racconti, Introduzione e cura di Giuliano Baioni, traduzione di Andrea Casalegno, Collana I grandi libri, Milano: Garzanti, settembre 1988, ISBN 88-11-58197-4.
- Tutti i racconti, a cura di Italo Alighiero Chiusano, traduzione di Ervino Pocar, revisione di Nicoletta Dacrema, premesse e note di Alessandro Fambrini, Collezione Classici, Firenze: Giunti, 1994, 1995, ISBN 88-09-20536-7.
- Tutti i racconti, a cura di Marina Bistolfi, con un saggio critico di Thomas Mann, Collana Oscar Grandi Classici n.74, Milano: A. Mondadori, 1997, ISBN 88-04-43288-8.